# Награде на светским првенствима у фудбалу
На крају сваког Светског првенства у фудбалу, ФИФА додељује неколико награда играчима и репрезентацијама које су се истакле у одређеним сегментима који се награђују.
Тренутно се додељује шест награда:
- Златна копачка - додељује се од 1930. најбољем стрелцу
- Златна лопта - додељује се од 1982. најбољем играчу
- Јашин награда - додељује се од 1994. најбољем голману
- ФИФА фер-плеј награда - додељује се од 1978. репрезентацији која је имала најмање жутих и црвених картона
- Најзанимљивија репрезентација - додељује се од 1994. репрезентацији која је по публици пружила најзанимљивији фудбал
- Најбољи млади играч – додељује се од 2006. најбољем младом играчу до 21 године на првенству

## Златна копачка
Златна копачка је награда која се додељује најбољем стрелцу светског првенства. Асистенције служе као помоћ при доношењу одлуке ко ће добити награду у случају да два или више играча имају исти количник датих голова. Награда је први пут представљена на Светском првенству у фудбалу одржаном 1930. године у Уругвају.
| Светско првенство            | Најбољи стрелац | Број голова |
| ---------------------------- | --- | ----------- |
| Уругвај 1930.                | Гиљермо Стабиле (Аргентина) | 8           |
| Италија 1934.                | Олдрих Неједли Анђело Скјавио Едмунд Конен | 4           |
| Француска 1938.              | Леонидас (Бразил) | 7           |
| Бразил 1950.                 | Адемир (Бразил) | 9           |
| Швајцарска 1954.             | Шандор Кочиш (Мађарска) | 11          |
| Шведска 1958.                | Жист Фонтен (Француска) | 13          |
| Чиле 1962.                   | Гаринча (Бразил) Вава (Бразил) Леонел Санчез (Чиле) Дражен Јерковић (Југославија) Валентин Иванов (Совјетски Савез) Флоријан Алберт (Мађарска) | 4           |
| Енглеска 1966.               | Еузебио (Португал) | 9           |
| Мексико 1970.                | Герд Милер (Западна Немачка) | 10          |
| Немачка 1974.                | Грегор Лато (Пољска) | 7           |
| Аргентина 1978.              | Марио Кемпес (Аргентина) | 6           |
| Светско првенство            | Добитник златне копачке | Број голова |
| Шпанија 1982.                | Паоло Роси (Италија) | 6           |
| Мексико 1986.                | Гери Линекер (Енглеска) | 6           |
| Италија 1990.                | Салваторе Скилачи (Италија) | 6           |
| САД 1994.                    | Христо Стоичков (Бугарска) Олег Саленко (Русија)                                                                                               | 6           |
| Француска 1998.              | Давор Шукер (Хрватска) | 6           |
| Јужна Кореја и Јапан 2002.   | Роналдо (Бразил) | 8           |
| Немачка 2006.                | Мирослав Клозе (Немачка) | 5           |
| Јужноафричка република 2010. | Томас Милер | 5           |
| Бразил 2014.                 | Хамес Родригез | 6           |
| Русија 2018.                 | Хари Кејн | 6           |

## Златна лопта
Златна лопта је награда која се додељује најбољем играчу:
| Светско првенство            | Златна лопта      | Сребрна лопта  | Бронзана лопта      |
| ---------------------------- | ----------------- | -------------- | ------------------- |
| Шпанија 1982.                | Паоло Роси        | Фалкао         | Карл-Хајнц Румениге |
| Мексико 1986.                | Марадона          | Харалд Шумахер | Пребен Елкјар       |
| Италија 1990.                | Салваторе Скилачи | Лотар Матеус   | Марадона            |
| САД 1994.                    | Ромарио           | Роберто Бађо   | Христо Стоичков     |
| Француска 1998.              | Роналдо           | Давор Шукер    | Лилијан Тирам       |
| Јужна Кореја и Јапан 2002.   | Оливер Кан        | Роналдо        | Охг Мјунг-По        |
| Немачка 2006.                | Зинедин Зидан     | Фабио Канаваро | Андреа Пирло        |
| Јужноафричка Република 2010. | Дијего Форлан     | Весли Снајдер  | Давид Виља          |
| Бразил 2014.                 | Лионел Меси       | Томас Милер    | Арјен Робен         |
| Русија 2018.                 | Лука Модрић       | Едан Азар      | Антоан Гризман      |

## Јашин награда
Јашин награда је награда која се додељује најбољем голману првенства. Ова награда се додељује од 1994, а названа је по руском (совјетском) голману Лаву Јашину. Одлуку о избору за најбољег голмана доноси ФИФА-ина комисија. поред ове награде голмани имају и могућност добијања „Златне лопте“, што се и догодило 2002. године, када је немачки голман Оливер Кан добио обе награде:
| Светско првенство          | Добитник Јашин награде |
| -------------------------- | ---------------------- |
| САД 1994.                  | Мишел Прудом           |
| Француска 1998.            | Фабијен Бартез         |
| Јужна Кореја и Јапан 2002. | Оливер Кан             |
| Немачка 2006.              | Ђанлуиђи Буфон         |

Награда је преименована 2010. године у „Златну рукавицу“ .
| Светско првенство            | Добитник Златне рукавице |
| ---------------------------- | ------------------------ |
| Јужноафричка Република 2010. | Икер Касиљас             |
| Бразил 2014.                 | Мануел Нојер             |
| Русија 2018.                 | Тибо Куртоа              |

## ФИФА фер плеј награда
ФИФА фер-плеј награда додељује се репрезентацији која је имала најмање жутих и црвених картона на турниру. Сваки играч и званична лица репрезентације добијају медаљу, пехар ФИФА фер-плеја, диплому и 50.000 $ вредну спортску опрему која се треба користити за унапређење фудбала у држави.:
| Светско првенство            | Добитник ФИФА фер-плеј награде |
| ---------------------------- | ------------------------------ |
| СР Немачка 1974.             | Пољска                         |
| Аргентина 1978.              | Аргентина                      |
| Шпанија 1982.                | Бразил                         |
| Мексико 1986.                | Бразил                         |
| Италија 1990.                | Енглеска                       |
| САД 1994.                    | Бразил                         |
| Француска 1998.              | Енглеска · Француска           |
| Јужна Кореја и Јапан 2002.   | Белгија                        |
| Немачка 2006.                | Бразил · Шпанија               |
| Јужноафричка Република 2010. | Шпанија                        |
| Бразил 2014.                 | Колумбија                      |
| Русија 2018.                 | Шпанија                        |

## Најзанимљивија екипа
ФИФА-ина награда за Најзанимљивију екипу је релативно нова на такмичењима. Субјективно се додељује репрезентацији која је пружила најбољу и најпозитивнију игру. Репрезентација се бира помоћу анкете, коју испуњавају гледаоци и навијачи:
| Светско првенство          | Најзанимљивија екипа |
| -------------------------- | -------------------- |
| САД 1994.                  | Бразил               |
| Француска 1998.            | Француска            |
| Јужна Кореја и Јапан 2002. | Јужна Кореја         |
| Немачка 2006.              | Португалија          |
| Јужна Африка 2010.         | Немачка              |
| Бразил 2014.               | Колумбија            |

## Најбољи млади играч
Жилет најбољи млади играч је награда која се додељује играчу који има 21 или мање година. Прву је Лукас Подолски. Награда је први пут представљена на првенству у Немачку 2006.
| Светско првенство            | Најбољи млади играч |
| ---------------------------- | ------------------- |
| Немачка 2006.                | Лукас Подолски      |
| Јужноафричка република 2010. | Томас Милер         |
| Бразил 2014.                 | Пол Погба           |
| Русија 2018.                 | Килијан Мбапе       |

## Мастеркард Ол стар састав
Мастеркард Ол стар састав је репрезентација од 23 најбоља играча које је изабрала ФИФА-ина комисија на завршног турнира. Пре СП-а 2006 у репрезентацији су улазили само шеснаесторица најбољих играча:
| Светско првенство          | Голмани                           | Одбрамбени                                                                                     | Везни                                                                                   | Нападачи                                                         |
| -------------------------- | --------------------------------- | ---------------------------------------------------------------------------------------------- | --------------------------------------------------------------------------------------- | ---------------------------------------------------------------- |
| Француска 1998.            | Фабијен Бартез Хосе Луис Чилаверт | Роберто Карлос Марсел Десаи Лилијан Тирам Франк де Бур Карлос Гамара                           | Карлос Дунга Ривалдо Михаел Лаудруп Зинедин Зидан Едгар Давидс                          | Роналдо Давор Шукер Брајан Лаудруп Денис Бергкамп                |
| Јужна Кореја и Јапан 2002. | Оливер Кан Рушту Речбер           | Роберто Карлос Сол Кембел Фернандо Јеро Хонг Мјунг-Бо Алпај Езалан                             | Ривалдо Роналдињо Михаел Балак Клаудио Рејна Јо Санг-Чул                                | Роналдо Мирослав Клозе Ел Хађи Диуф Хасан Шаш                    |
| Немачка 2006.              | Ђанлуиђи Буфон Јенс Леман Рикардо | Роберто Ајала Џон Тери Лилијан Тирам Филип Лам Фабио Канаваро Ђанлука Замброта Рикардо Карваљо | Зе Роберто Патрик Вијера Зинедин Зидан Михаел Балак Андреа Пирло Гатузо Луис Фиго Маниш | Ернан Креспо Тијери Анри Мирослав Клозе Франческо Тоти Лука Тони |